# Elisa Sala
Elisa Sala, nome di battaglia Anna (Monza, 6 febbraio 1925 – Sovico, 17 febbraio 1945) è stata una partigiana italiana.

## Biografia
Giovane staffetta partigiana, con il nome di "Anna", aderì alle Brigate Garibaldi e operò nel trasporto e diffusione di materiale di propaganda. Manteneva i contatti con gruppi della Resistenza in Brianza e nel bergamasco, riuscendo più volte a raggiungere da staffetta nuclei partigiani in Valsassina e Val Brembana.
Fu arrestata una prima volta il 13 ottobre 1944, fermata nei pressi del Ponte dei Leoni di Monza con volantini e fogli che riuscì a gettare nel Lambro. Interrogata per tutta la notte, schedata e rilasciata, fuggì sulle montagne del bergamasco, a San Giovanni Bianco, unendosi ai locali gruppi partigiani.
Desiderosa di far visita alla madre e rassicurarla, il 13 febbraio 1945 tornò alla casa di Monza da cui però, pochi giorni dopo, si allontanò nuovamente per riprendere l'attività clandestina. Riconosciuta il giorno 16 febbraio, fu arrestata e condotta per l'interrogatorio alla Villa Reale, dove subì torture e sevizie. Nella notte del 17 febbraio fu portata in un luogo deserto a Sovico, uccisa con tre o quattro colpi di pistola alla testa e il suo corpo fu abbandonato lungo la strada tra Sovico e Macherio.
Il giorno stesso dell'assassinio la GNR fascista perquisì la casa della madre sequestrando le lettere da lei scritte alla famiglia, che non saranno più rinvenute .
È sepolta nel "campo dei partigiani" del Cimitero Urbano di Monza insieme agli altri caduti della Guerra di Liberazione.
Alla sua memoria la città di Monza ha intitolato una scuola Media.